# Гайд (округ, Північна Кароліна)
Шаблон:StateAbbr_ 35°25′ пн. ш. 76°09′ зх. д. / 35.41° пн. ш. 76.15° зх. д.
Округ Гайд (англ. Hyde County) — округ (графство) у штаті Північна Кароліна, США. Ідентифікатор округу 37095.

## Історія
Округ утворений 1705 року.

## Демографія
За даними перепису
2000 року
загальне населення округу становило 5826 осіб, усе сільське.
Серед мешканців округу чоловіків було 3080, а жінок — 2746. В окрузі було 2185 домогосподарств, 1434 родин, які мешкали в 3302 будинках.
Середній розмір родини становив 2,94.
Віковий розподіл населення поданий у таблиці:
| Стать    | До 15 років | 15-21 | 22-29 | 30-39 | 40-49 | 50-65 | 65-85 | Понад 85 |
| -------- | ----------- | ----- | ----- | ----- | ----- | ----- | ----- | -------- |
| Чоловіки | 478         | 257   | 438   | 521   | 532   | 480   | 333   | 41       |
| Жінки    | 483         | 195   | 221   | 347   | 424   | 497   | 466   | 113      |

## Суміжні округи
- Тіррелл — північ
- Дер — північний схід
- Памліко — південь
- Картерет — південний захід
- Бофорт — захід
- Вашингтон — північний захід

## Виноски
1. ↑  U.S. Decennial Census. United States Census Bureau. Архів оригіналу за 26 квітня 2015. Процитовано 17 січня 2015.
2. ↑  Historical Census Browser. University of Virginia Library. Архів оригіналу за 11 серпня 2012. Процитовано 17 січня 2015.
3. ↑  Forstall, Richard L., ред. (27 березня 1995). Population of Counties by Decennial Census: 1900 to 1990. United States Census Bureau. Архів оригіналу за 3 березня 2015. Процитовано 17 січня 2015.
4. ↑  Census 2000 PHC-T-4. Ranking Tables for Counties: 1990 and 2000 (PDF). United States Census Bureau. 2 квітня 2001. Архів оригіналу (PDF) за 18 грудня 2014. Процитовано 17 січня 2015.
5. ↑  State & County QuickFacts. United States Census Bureau. Архів оригіналу за 7 червня 2011. Процитовано 21 жовтня 2013.(англ.) Наведено за англійською вікіпедією.
6. ↑  American FactFinder. Бюро перепису населення США. Архів оригіналу за 21 травня 2008. Процитовано 31 січня 2008.

| США | Це незавершена стаття з географії США. Ви можете допомогти проєкту, виправивши або дописавши її. |